# Lijst van Oldenzalers

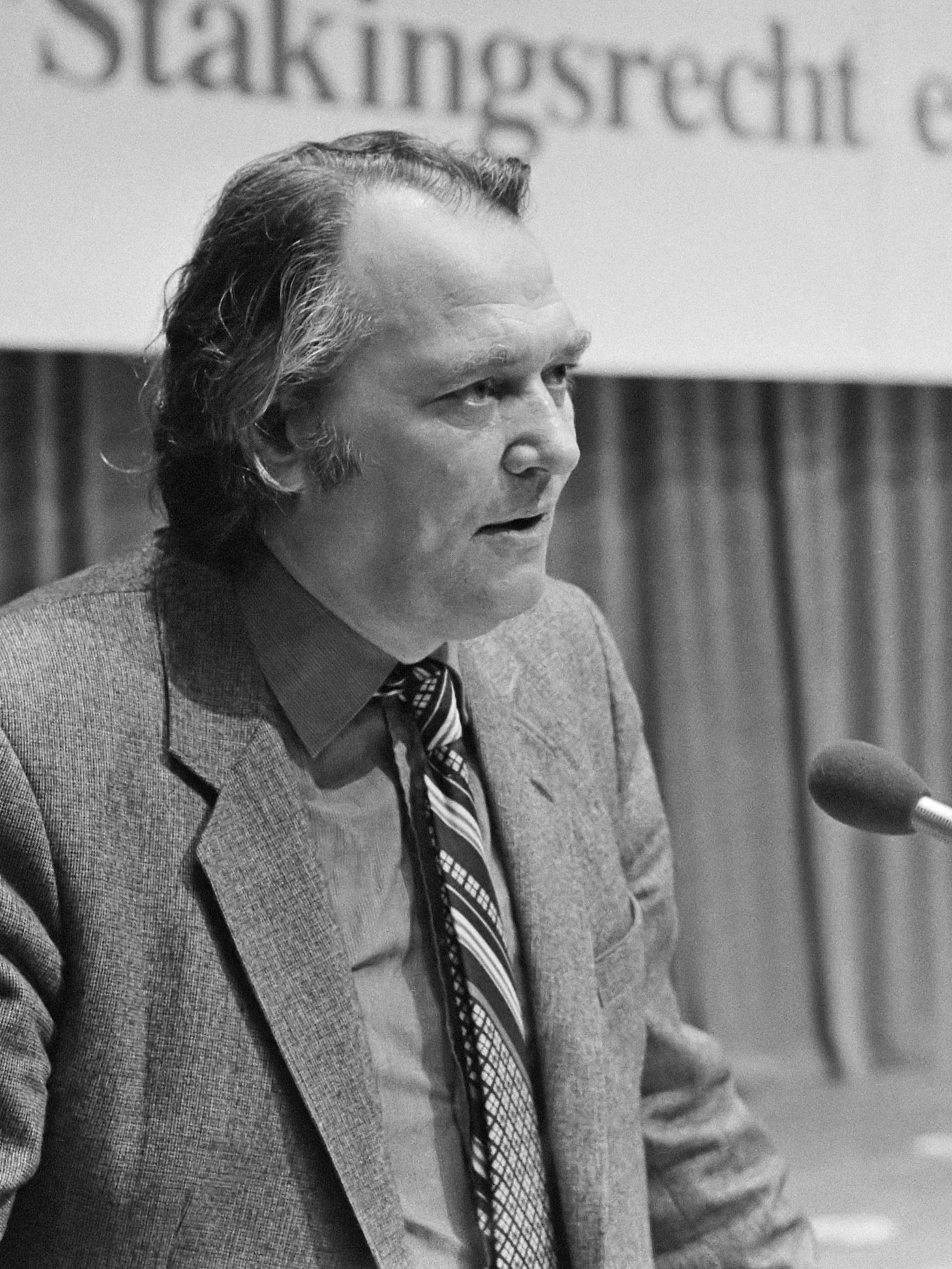
Herman Bode

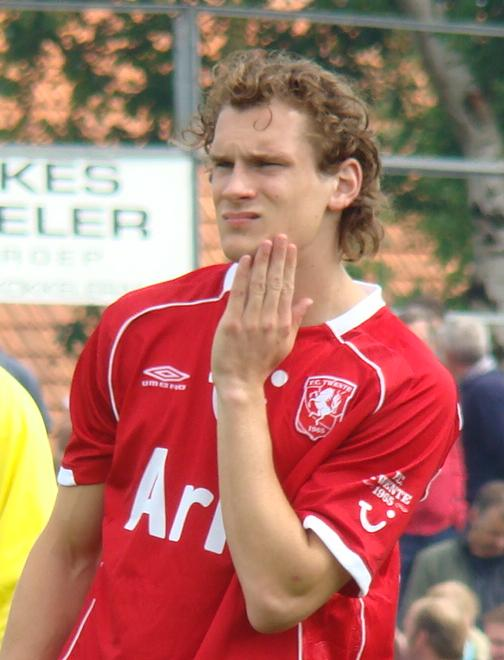
Patrick Gerritsen

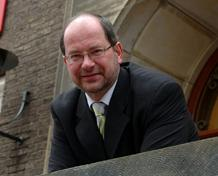
Karel Loohuis

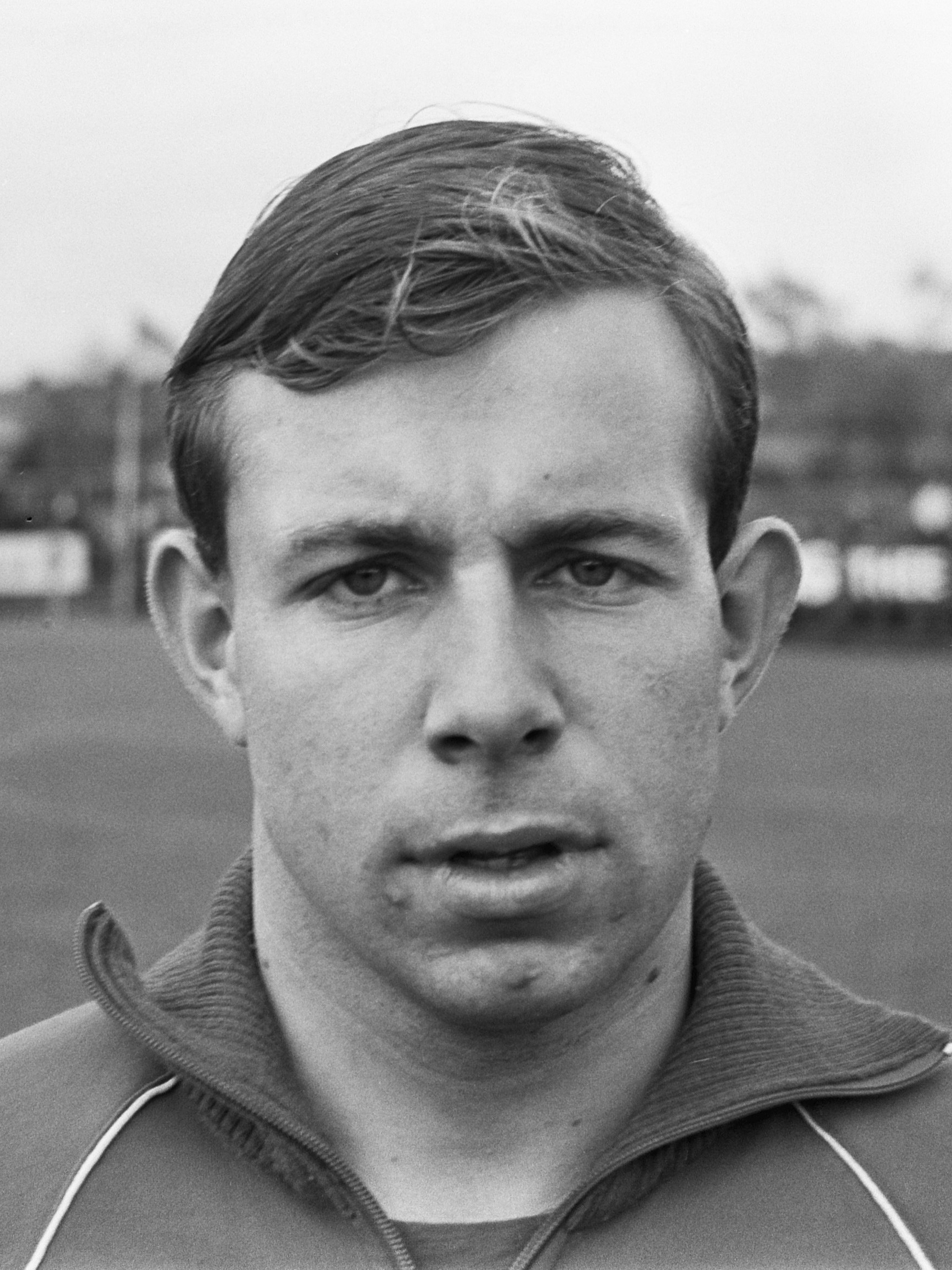
Theo Pahlplatz

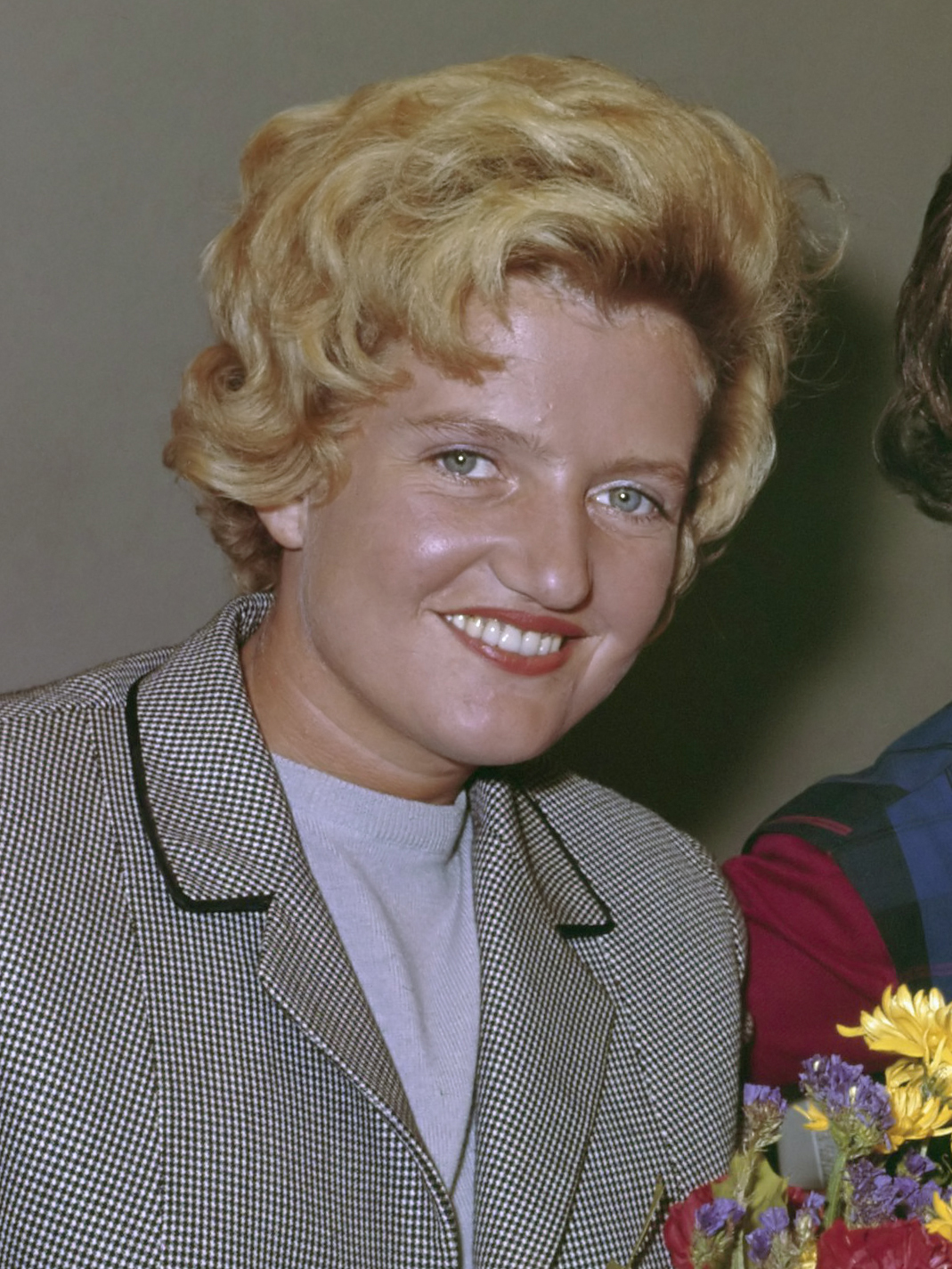
Mieke Telkamp

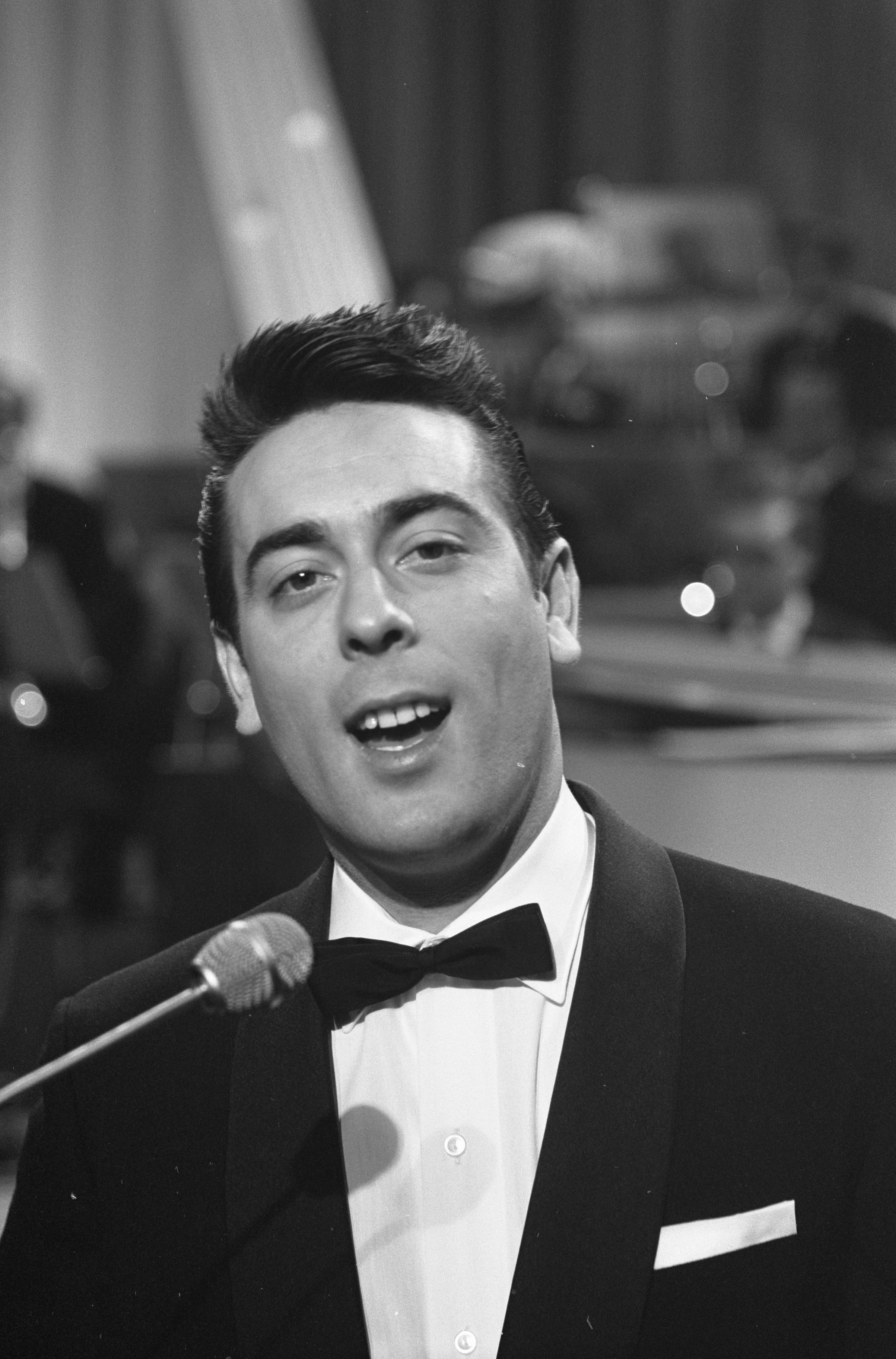
Gert Timmerman

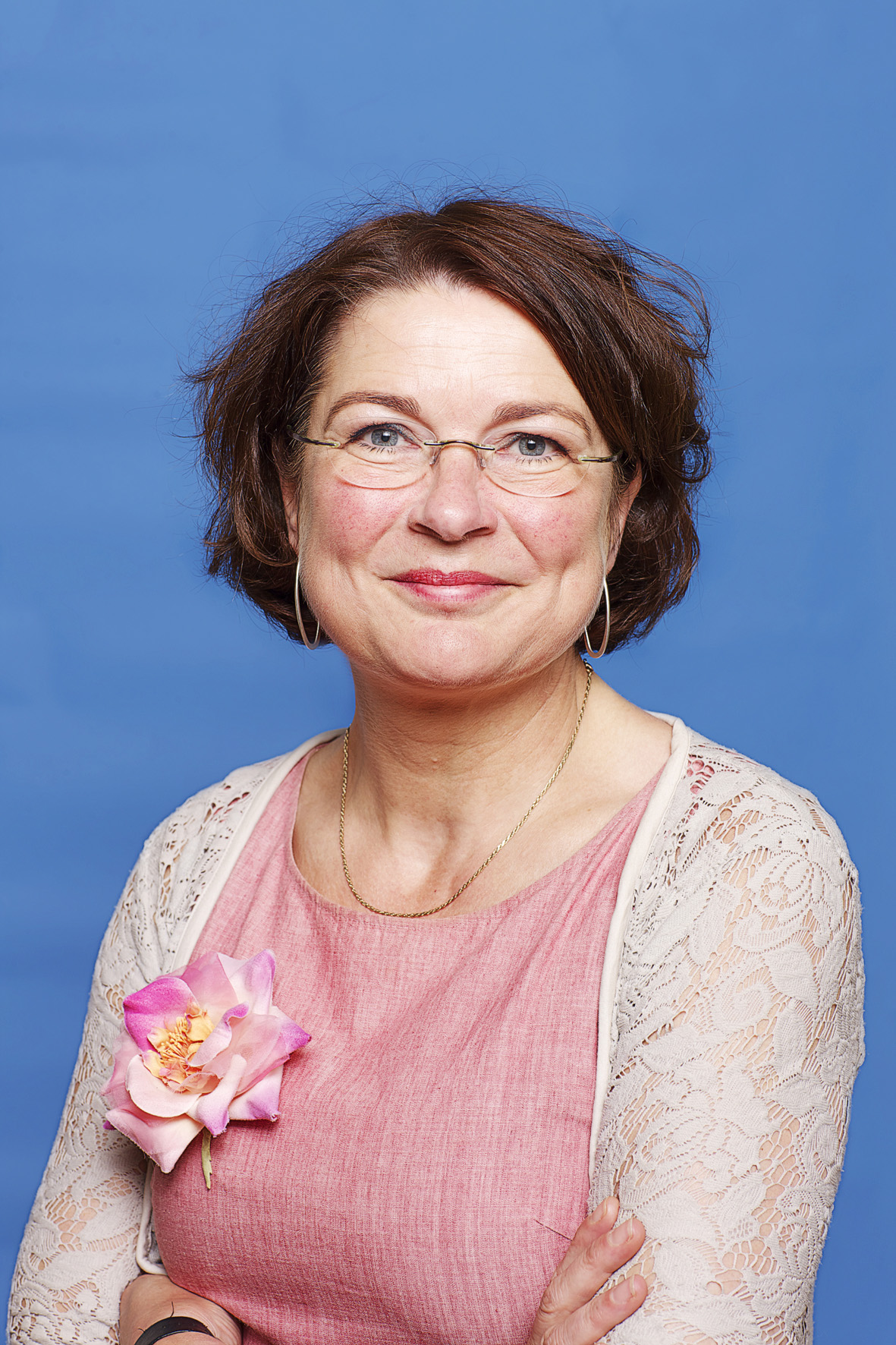
Agnes Wolbert

Dit is een lijst van Oldenzalers. Het gaat om personen die in de Nederlandse stad Oldenzaal zijn geboren.

## A
- Frédérique Ankoné (1981), schaatsster
- Dennis Alink (1989), filmmaker en filmcriticus

## B
- Frans Banning (1867-1944), arts en politicus
- Alexander Bannink (1990), voetballer
- Annie Beumers (1926-2021), actrice
- Anne Bhagerath (1999), voetbalster
- Liesbeth Bloemen (1954), politica
- Herman Bode (1925-2007), vakbondsleider
- Derk Boerrigter (1986), voetballer
- Niek Boes (1974), cabaretier en stemartiest
- Tim Breukers (1987), voetballer
- Karin Brookhuis (1962), softbalster
- Wilfried Brookhuis (1961), voetbalkeeper

## C
- Antoon Croonen (1923-2006), architect

## D
- Wout Droste (1989), voetballer
- Alex Engbers (1959), journalist, schrijver, politicus

## G
- Joan Gelderman (1877-1975), politicus en textielfabrikant
- Patrick Gerritsen (1987), voetballer
- Tim Geypens (2005), voetballer
- Raimond van der Gouw (1963), voetbalkeeper

## H
- Bert Hermelink (1954), toetsenist, tekstschrijver en cabaretier
- Timo Harmelink (1993), podcaster

## I
- Luuk Ikink (1983), presentator

## J
- Constantijn Jansen op de Haar (1983), politicus

## K
- Rudi Kemna (1967), wielrenner en ploegleider
- Jan Kip (1926-1987), beeldhouwer
- Johannes Kistemaker (1813-1883), apostolisch vicaris van Curaçao
- Björn Kuipers (1973), voetbalscheidsrechter

## L
- Michel Lage Venterink (1972-2021), voetballer
- Ellen van Langen (1966), atlete (olympisch kampioene in 1992)
- Tom Linders (1993), feestzanger
- Juliët Lohuis (1996), volleybalster
- Karel Loohuis (1958), politicus
- Carlos Platier Luna (1994), winnaar Expeditie Robinson 2017

## M
- Floortje Meijners (1987), volleybalster
- Marloes Morshuis (1970), schrijfster van jeugdboeken

## N
- Madeleijn van den Nieuwenhuizen (1991), juridisch onderzoekster en mediacritica
- Marieke Nijhuis (1992), zwemster

## O
- Eva Oude Elberink (2006), voetbalster

## P
- Theo Pahlplatz (1947-2023), voetballer
- Daniël Perez, (1981) bocciaspeler
- Cas Peters (1993), voetballer

## R
- Jill Roord (1997), voetbalster
- René Roord (1964), voetballer en voetbaltrainer
- Frits Rorink (1958), politicus

## S
- Henrico Staats (1632-1687), slavenhandelaar
- Piet Stoffelen (1939-2011), politicus
- Dirk Stork (1822-1895), politicus en ondernemer (oprichter van Stork)

## T
- Mieke Telkamp (1934-2016), zangeres
- Gert Timmerman (1935-2017), zanger
- Nathalie Timmermans (1989), softbalster

## V
- Sterre Veldhuis (2002), voetbalster
- Cornelis Dirk Ven (1898-1981), kunstschilder
- Jan Vennegoor of Hesselink (1978), voetballer
- Gerardus Antonius Leonardus Maria Vos de Wael (1895-1982), burgemeester van Uithoorn
- Romke de Vries (1908-1997), architect

## W
- Christianne van der Wal (1973), politica; minister voor Natuur en Stikstof in het kabinet-Rutte IV
- Agnes Wolbert (1958), politica

## Z
- Debby van der Zande (1975), ondernemer en influencer